# Bni Oukil Oulad M'Hand
Bni Oukil Oulad M'Hand (en àrab بني وكيل اولاد امحند, Bnī Wukīl Ūlād Imḥand; en amazic ⴱⵏⵉ ⵡⴽⵉⵍ ⴰⵢⵜ ⵎⵃⵏⴷ) és una comuna rural de la província de Nador, a la regió de L'Oriental, al Marroc. Segons el cens de 2014 tenia una població total de 10.697 persones.